# Permindigena lienterica
Permindigena lienterica là một loài côn trùng trong họ Letopalopteridae thuộc bộ Hypoperlida. Loài này được Novokshonov miêu tả năm 1998.